# 欧州経済共同体
欧州経済共同体（おうしゅうけいざいきょうどうたい、European Economic Community、略称：EEC）は、1958年に設立された、ベルギー、フランス、ドイツ、イタリア、ルクセンブルク、オランダとの間での経済統合を実現することを目的とする国際機関。「ヨーロッパ経済共同体」と表記することもある。
上記6か国のほかにその後別の6か国が加わり、また1967年には機関が欧州石炭鉄鋼共同体(英略称：ECSC)と欧州原子力共同体(英略称：Euratom)とのあいだで統合され、欧州諸共同体(英略称：EC)と呼ばれる体制に移行した。1993年に欧州連合(英略称：EU)が発足した際、欧州経済共同体は欧州連合の3本柱構造における第1の柱である欧州共同体とされたが、2009年のリスボン条約の発効によって廃止された。他方で欧州経済共同体の機関は欧州連合に継承されている。

## 歴史

### 背景
1951年、欧州石炭鉄鋼共同体設立条約が調印され、欧州石炭鉄鋼共同体(英略称：ECSC)が設立された。欧州石炭鉄鋼共同体は超国家主義と国際法に基づく国家間共同体であり、ヨーロッパの経済に寄与し、また加盟国の間で統合することにより将来の戦争を回避するということが狙いとなっていた。
その後ヨーロッパ合衆国を樹立しようとする目的から欧州防衛共同体と欧州政治共同体という2つの共同体を設置しようとする動きがあった。ところが欧州石炭鉄鋼共同体の議会組織である共同総会において後者の設立条約が起草されたものの、欧州防衛共同体設立構想はフランス国民議会により否決された。欧州石炭鉄鋼共同体最高機関の委員長であったジャン・モネはフランスでの拒否に反発して委員長を辞任し、政治分野での統合よりも経済分野での統合を進めるための新たな共同体を設置することで活動を開始した。1955年のメッシーナ会議のあと、ポール＝アンリ・スパークは関税同盟についての報告案を準備する作業を任された。いわゆるスパーク報告書は1956年のヴァル・ドゥシェス城での政府間協議の土台となり、オーリン報告書とともにスパーク報告書は欧州経済共同体設立条約の基礎となった。
1956年、スパークはヴァル・ドゥシェス城で行われた共同市場と欧州原子力共同体に関する政府間協議の進行役を務め、そこで欧州経済共同体設立条約（ローマ条約）を作成することが決まった。そして1957年3月25日、欧州経済共同体を設立する欧州経済共同体設立条約が調印された。

### 設置、草創期
2つのローマ条約により欧州経済共同体（英略称：EEC）と欧州原子力共同体（英略称：Euratom）が設立された。しかしながら一部の加盟国が主権を侵害されると反発したことにより、両共同体は従来の共同体と比べて超国家的な性格が極めて抑えられたものとなっていた。1958年1月16日、ヴァル・ドゥシェス城において初のハルシュタイン委員会の公式会議が行われた。欧州経済共同体は関税同盟を設立することが目的とされ、一方で欧州原子力共同体は原子力エネルギー分野における協力を促進するものとして設立された。欧州経済共同体は3共同体の中でももっとも重要な地位を急速に占めることになり、またその活動範囲も広げていった。欧州経済共同体における最初の大きな成果の一つは1962年に農産品の共通価格水準を設定したことである。1968年には特定製品に対する域内での関税が撤廃された。
ところが共同体では1962年に共通農業政策をめぐって緊張が走ることになる。全会一致でまとめられた決定による移行期間が終了することとなり、閣僚理事会における多数決が実施されることになった。これに対して当時のフランス大統領シャルル・ド・ゴールが超国家主義的な決定に反対し、またほかの加盟国が共通農業政策の採決にあたろうとすると、議場からフランス政府の代表を退室させる「空席戦術」で対抗し、フランスが再び拒否権を与えられるまで採決を阻止した。このため1966年1月29日にいわゆるルクセンブルクの妥協がまとめられ、国益にかかわる案件については加盟国の拒否権を認めるという紳士協定がなされた。
1967年、統合条約が発効した。この条約により欧州石炭鉄鋼共同体と欧州原子力共同体の機関が欧州経済共同体の機関に統合され、議員総会と欧州司法裁判所を3共同体で共有することになった。このため3共同体は全体として欧州諸共同体（英:EC）と呼ばれるようになる。諸共同体は統合が進められてはいるがそれぞれで独自の法人格を有していた。その後の基本条約において欧州経済共同体は経済分野における高度な統合に関するもの以外にも新たな権限が与えられていくようになった。政治的な統合という目標と平和で統一されたヨーロッパに近づいていく様子をミハイル・ゴルバチョフは「欧州共通の家」と表現した。

### 拡大と選挙

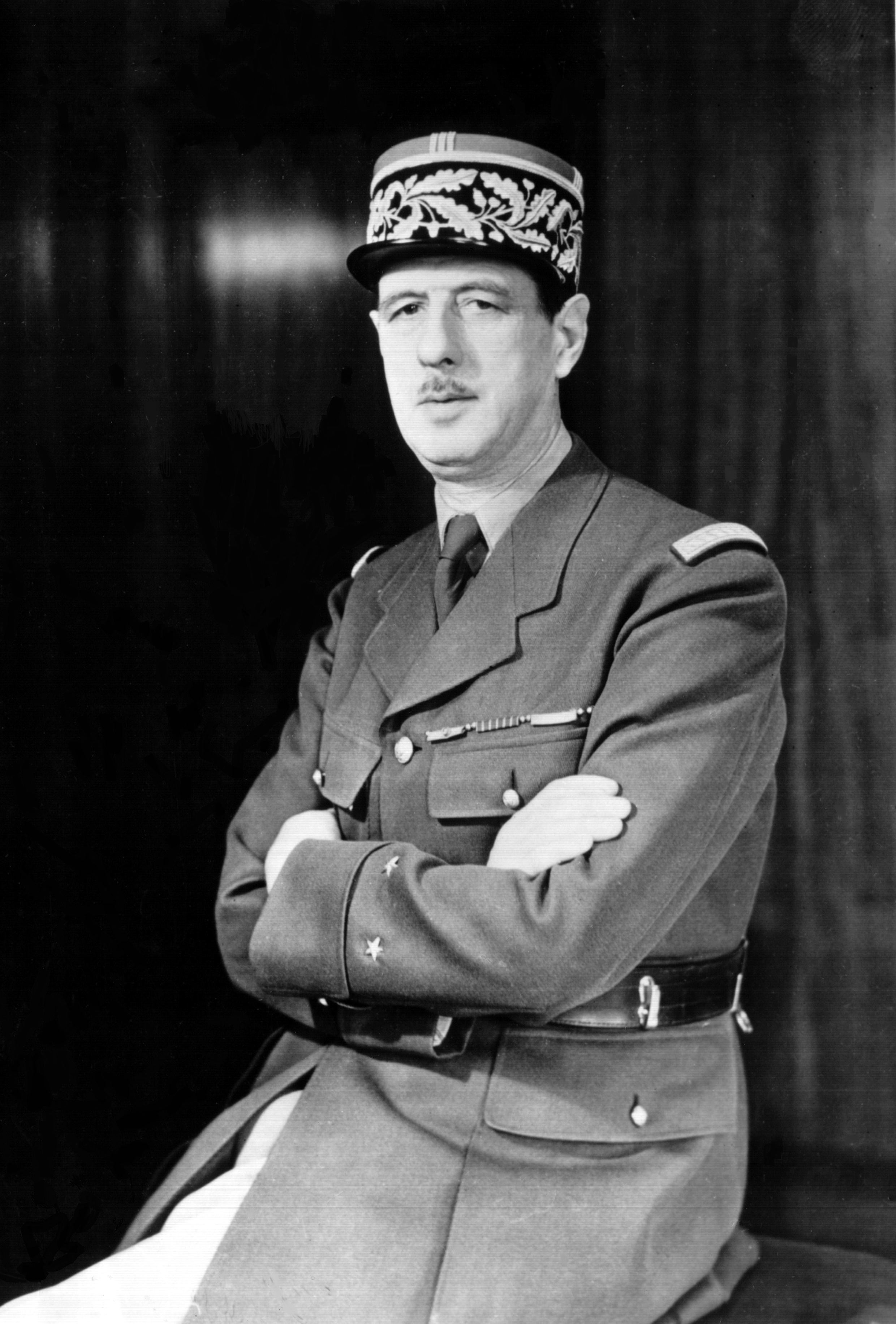
フランス大統領シャルル・ド・ゴール
イギリスの加盟を拒否し続け、議会の権限を抑制し、また「空席戦略」を実行した。

1960年代には初の拡大を実行しようとする動きがあった。1960年5月3日、デンマーク、アイルランド、ノルウェー、そしてイギリスは3共同体への加盟を希望する旨を伝えた。ところがフランス大統領シャルル・ド・ゴールはイギリスの加盟をアメリカ合衆国の影響力を及ぼすためのトロイアの木馬と考え、加盟に対して反対し、これら4か国の加盟手続は停滞することとなった。
1969年6月20日、ド・ゴールの辞任後、ジョルジュ・ポンピドゥーがフランス大統領に就任したことを受けてこれら4か国は再び加盟を申請した。イギリスは1970年に親ヨーロッパ的なエドワード・ヒース政権のもとで加盟協議を開始したが、共通農業政策に対する意見の相違やコモンウェルスとの関係について対処することを迫られた。しかしながら2年後には加盟条約が調印され、国民投票で批准が拒否されたノルウェーを除く3か国が共同体に加わった。
欧州経済共同体設立条約では欧州議会について直接選挙の実施を義務づけていたが、これにはまず閣僚理事会における共通の選挙制度について合意を必要としていた。理事会ではこの問題が先送りされており、議会の議員は各国政府による任命制がとられていた。またド・ゴールは議会の機能拡大に反対的であり、辞任後も議会に与えられたのは財政に関する権限だけであった。
議会は選挙についての同意を迫り、そして1976年9月20日に理事会は選挙に必要な法令について合意したが選挙制度の詳細については保留された。ジェンキンス委員会の任期中である1979年6月に全議員を選出する欧州議会議員選挙が実施された。新たな議会は直接選挙と権限の拡大により、議員はその職に専念することができるようになった。
選挙後まもなく、議会は欧州旗を共同体の旗として採択するよう提唱した。欧州理事会はこの提案に賛成し、1984年にヨーロッパのシンボルを共同体においてもシンボルとして使用することを決めた。

### 欧州連合条約まで

1957年から2007年までの拡大の変遷
「共同体」時代の拡大
1993年以降の拡大

1975年6月12日、ギリシャは民主政へ復帰したことを受けて共同体への加盟希望を表明し、1981年1月1日に加盟が実現した。ギリシャに続いてやはり民主政に復帰したスペインとポルトガルも1977年に共同体への加盟希望を表明し、1986年1月1日に両国は同時に加盟した。1987年にはトルコが正式に共同体への加盟を申請し、協議が続けられているが未だ加盟は実現していない。
その後も拡大が見込まれ、また協力分野を広げたいという考えがあったことから単一欧州議定書が加盟国の外相によって、1986年2月17日にルクセンブルク市において、同月28日にハーグにおいてそれぞれ調印された。この議定書では機構改革や権限の拡張、外交政策における協力、単一市場について扱われ、1987年7月1日に発効した。単一欧州議定書は欧州連合条約に関する作業に影響を与え、1991年12月10日に合意に達し、その翌年に調印された。そして1993年11月1日、欧州連合条約が発効し、欧州連合（英略称：EU）が発足した。
欧州連合は欧州経済共同体を3つの柱の1つとして内部に組み入れた。欧州経済共同体の対象とする活動分野は欧州共同体とされ、その超国家的な機構は残された。欧州経済共同体の諸機関は欧州連合における機関とされ、一部はその名称が改められたが、他方で欧州司法裁判所、欧州議会、欧州委員会は残り2つの柱に対して関与の余地が限られており、これらの機関は欧州共同体の分野に比べて政府間主義的なものとして機能することとなった。2009年にリスボン条約が発効したことによりこの3つの柱体制は廃止され、共同体自体も消滅した。

## 目的と成果
欧州経済共同体の主たる目的は、設立条約の前文にうたわれているように、「平和と自由を維持し、ヨーロッパ諸国民のより密接な統合の基礎を構築すること」である。均衡の取れた経済成長を掲げて、この目的は 1) 域外に対する共通の関税制度を有する関税同盟の設立 2) 農業、運輸、通商における共通の政策 3) ヨーロッパのほかの地域への共同体の拡大によって達成されるものとされた。関税同盟について、ローマ条約は関税を10%削減するとし、また域外からの輸入を最大20%とすることが規定された。関税同盟については計画よりも12年早く進められたが、フランスはアルジェリア戦争により進展の遅れを余儀なくされた。

## 加盟国
欧州経済共同体とほかの2つの共同体を設立した6か国は「インナー6」と呼ばれることがある（これに対して欧州自由貿易連合を形成した国は「アウター7」と呼ばれた）。この6か国とはフランス、西ドイツ、イタリアとベネルクスの3か国（ベルギー、オランダ、ルクセンブルク）である。最初の拡大は1973年に、デンマーク、アイルランド、イギリスが加盟によってなされた。1980年代にはギリシャ、スペイン、ポルトガルが加盟した。1993年に欧州連合が発足したあとも2007年までにさらに15か国が加盟している。
| 加盟国       | 加盟日        | 加盟国         | 加盟日        |
| ------------ | ------------- | -------------- | ------------- |
| ベルギー     | 1957年3月25日 | イタリア       | 1957年3月25日 |
| デンマーク   | 1973年1月1日  | ルクセンブルク | 1957年3月25日 |
| フランス     | 1957年3月25日 | オランダ       | 1957年3月25日 |
| 西ドイツ     | 1957年3月25日 | ポルトガル     | 1986年1月1日  |
| ギリシャ     | 1981年1月1日  | スペイン       | 1986年1月1日  |
| アイルランド | 1973年1月1日  | イギリス       | 1973年1月1日  |

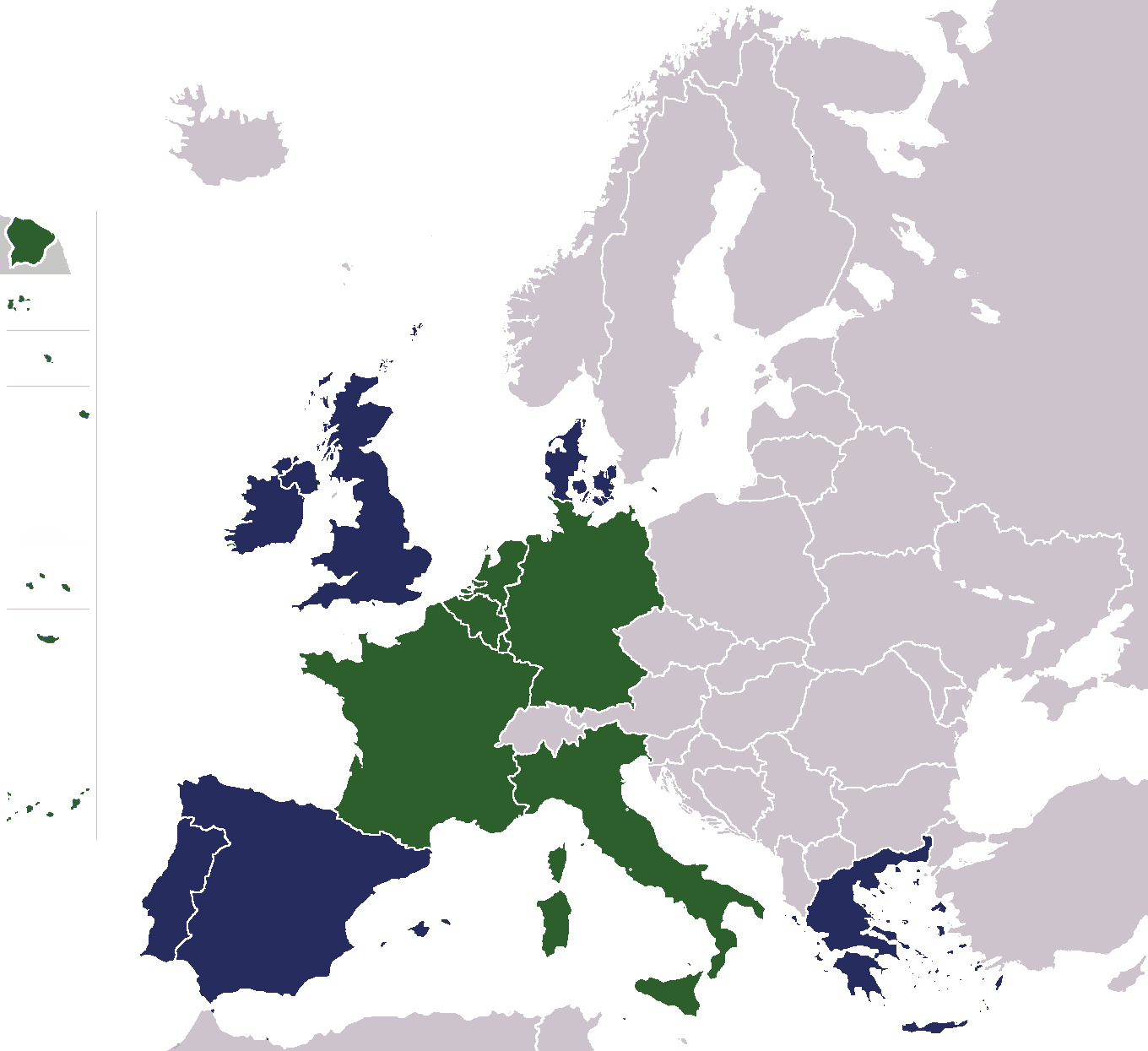
原加盟国
1993年までの加盟国

加盟国は各機関において何らかの形で存在を示すことになる。閣僚理事会はそれぞれの政府を代表する各国の閣僚によって構成される。また加盟国は最低1人の欧州委員会委員を出す権利を有しているが、欧州委員会はそれぞれの出身国の利益ではなく共同体の利益を求めるものとされている。2004年まで規模の大きい加盟国（フランス、ドイツ、イタリア、イギリス、スペイン）は委員を2人ずつ出していった。欧州議会においては人口に応じて加盟国別に議席数が配分されているが、直接選挙が行われるようになった1979年以降、欧州議会議員は加盟国別ではなく政党ごとに議席を持つことになっている。このほか欧州司法裁判所などほとんどの機関は何らかの形態でその構成員を国別に出している。

## 機構
欧州経済共同体には執行と立法の権限を持つ政治的な3つの機関と1つの司法機関、1975年に設立された機関がある。欧州会計監査院を除くこれらの機関は1958年の欧州経済共同体の発足と同時に設立されたが、1967年以降は3共同体すべてを管轄している。閣僚理事会は加盟国政府を、欧州議会は域内の市民を、欧州委員会はヨーロッパの利益を代表している。原則として理事会、議会、あるいはほかの機関は委員会に対して法案策定を要求する。委員会は法案を起草し、承認を求めて理事会に、意見を求めて議会にそれぞれ提出する（立法手続の種類によって、一部の事案において議会は拒否権を持つ）。委員会の義務は共同体の通常の業務を行うことで政策を確実に実行することであり、ほかの機関が必要な行動を怠った場合には、委員会は欧州司法裁判所に提訴することができる。1993年の欧州連合条約発効以後は、これらの機関は欧州連合の機関とされるが、一部の分野では3つの柱体制の下で権限を制限されているものがある。しかしながら、とくに議会は立法と委員会の監督に関する権限が強化されてきている。欧州司法裁判所は共同体の法的紛争を解決するにあたって最高の決定権限を有している一方で、欧州会計監査院は調査権限を持つのみである。

### 背景

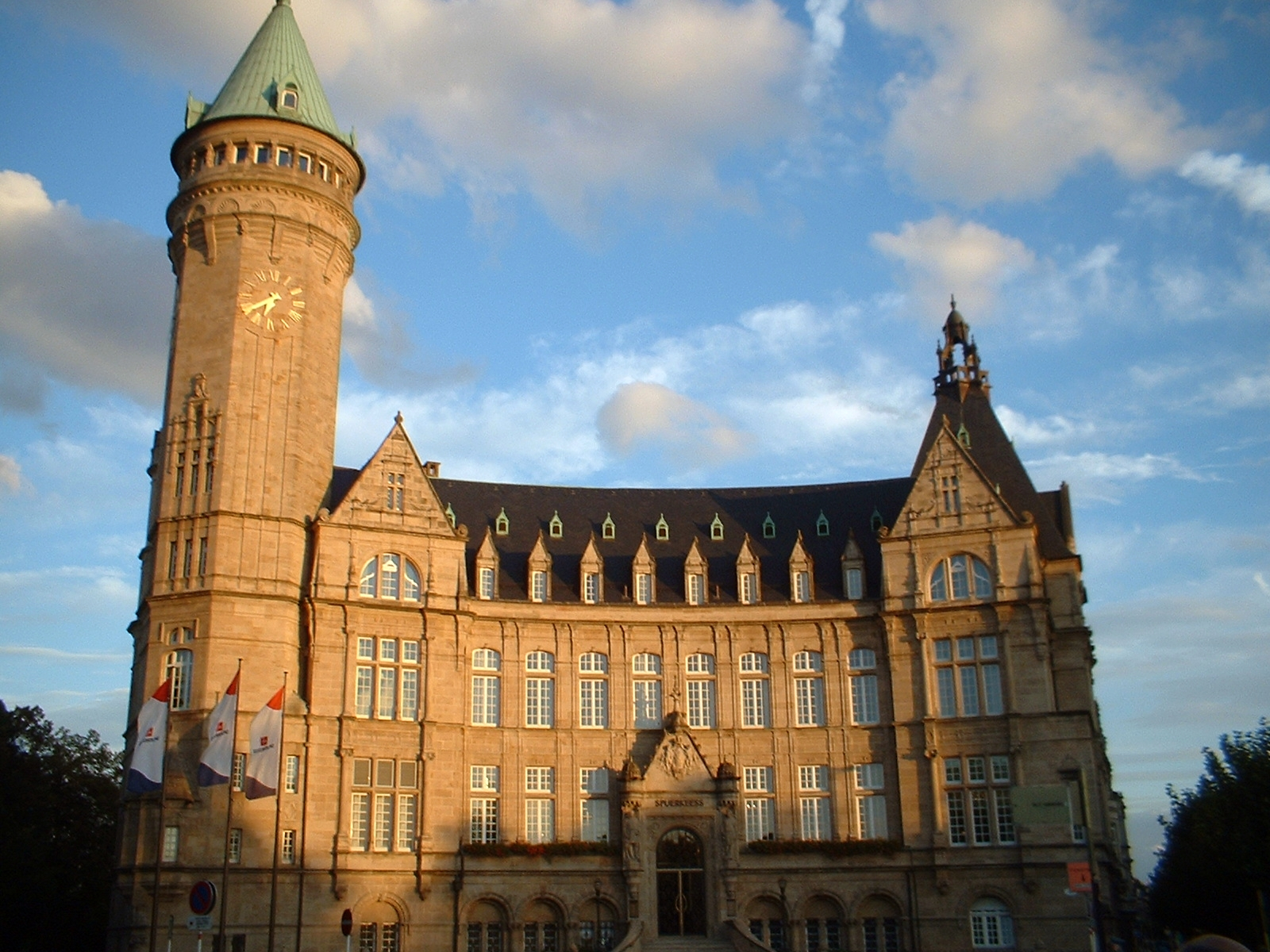
欧州石炭鉄鋼共同体の最高機関は後継である欧州委員会よりも強大な執行権限を有していた。

欧州経済共同体は、共同総会や司法裁判所などの欧州石炭鉄鋼共同体の機関の一部を欧州経済共同体や欧州原子力共同体を対象とするように権限を拡張させる形で継承している。しかしながら欧州経済共同体、さらには欧州原子力共同体は欧州石炭鉄鋼共同体とは異なる執行機関を持つこととなった。欧州石炭鉄鋼共同体の閣僚理事会の会合に替えて欧州経済共同体理事会を、欧州石炭鉄鋼共同体最高機関に替えて欧州諸共同体委員会が設置された。
名称以上に両者のあいだで異なるのは、当時のフランス政府は最高機関の超国家主義的な権限に対して不信感を抱くようになり、また政府間主義の性格を持つ理事会が優先されるように最高機関の権限を抑制することを求めていた。そのため理事会は共同体の運営について執行権限が強化されていた。1967年のブリュッセル条約発効により欧州石炭鉄鋼共同体と欧州原子力共同体の執行機関が欧州経済共同体のそれに統合され、3つの異なる共同体を運営する単一の機関体制が作られた。この統合以降、「欧州諸共同体」という用語が各機関の正式名称に用いられるようになった。例示すると欧州委員会の正式名称は従来、欧州経済共同体委員会であったが、この統合により欧州諸共同体委員会となった。

### 理事会
欧州諸共同体理事会は立法と執行についての権限を有し、そのため共同体の主たる政策決定機関となっていた。議長国は加盟国間の輪番制で任期は6か月とされる。理事会は、基本条約には定めがないものの、理事会と同じような基礎を持ち、加盟国の首脳によって1961年から開かれている会合である欧州理事会と連携している。
理事会は各加盟国からの閣僚で構成される。ただし理事会は扱う事案ごとに会合が開かれる。例えば農業について議論される場合、理事会は各国の農業担当閣僚が集まって開かれることになる。出席する閣僚は自国政府を代表し、また自国の政治制度に対して説明責任を持つ。投票は人口に応じて配分された票数による多数決、あるいは全会一致で行われる。このようにさまざまな形態で出席する閣僚は欧州議会の立法や財政に関する権限を共有している。

### 委員会
欧州諸共同体委員会は共同体における執行機関であり、また共同体の法令を起草し、日常の運営を担って基本条約を支えている。委員会には独立した地位が与えられ、共同体の利益を代表することとされているが、実際には各加盟国の代表で構成されている（規模の大きい国から2名ずつ、それ以外の国から1名ずつ）。また委員の1人は欧州理事会によって使命される委員長とされ、委員会の代表を担う。

### 議会

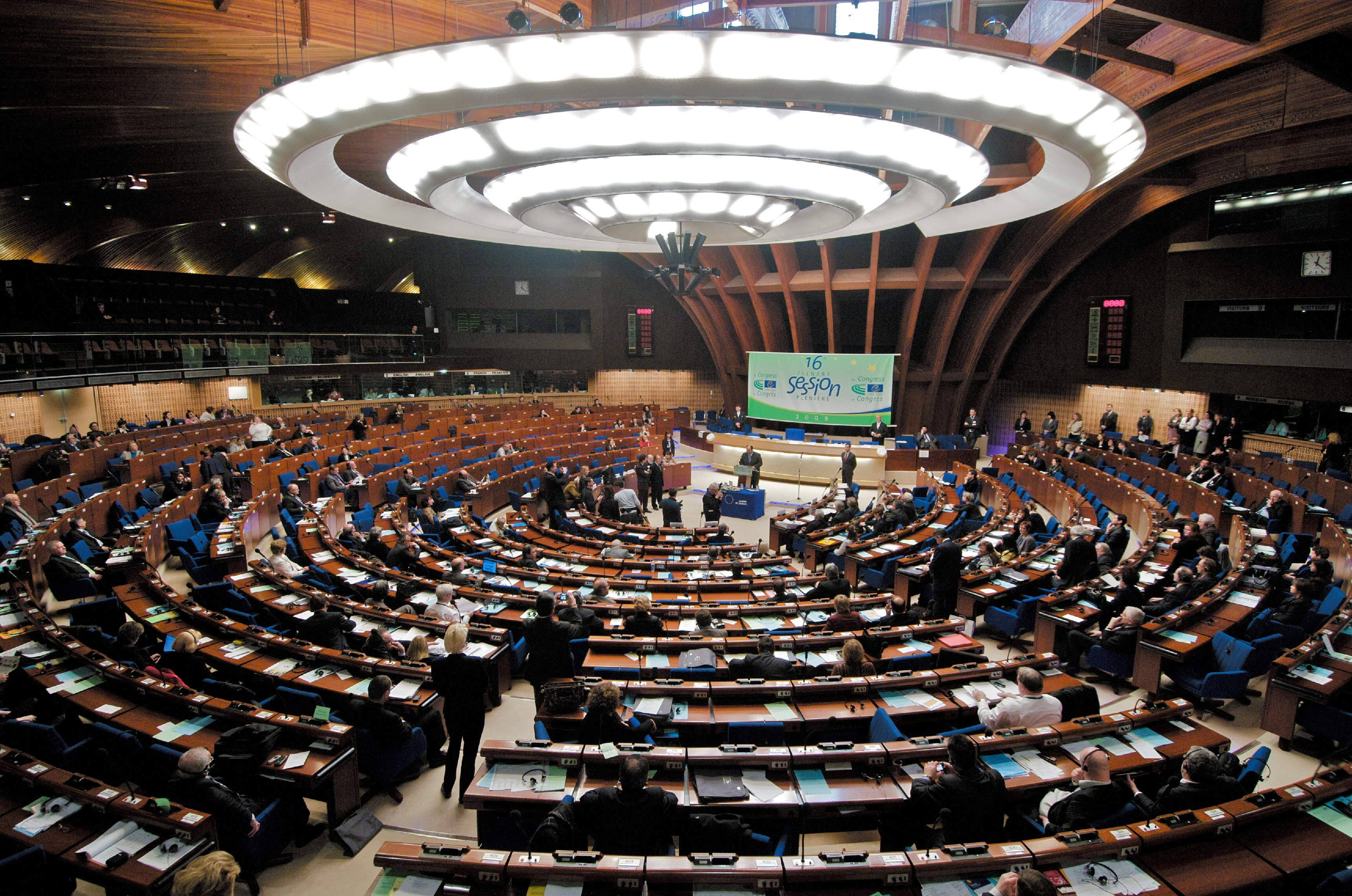
欧州議会は1979年に初の選挙が行われ、徐々に共同体の意思決定に対する影響力を強めていった。

共同体において、欧州議会（従来は欧州議員総会）は理事会や委員会の諮問的な機能しか有していなかった。立法手続には種類がいくつかあるが、当初は議会が諮問を受けてもその意見が取り入れられないということがある諮問手続しかなかった。その後単一欧州議定書により権限が強化され、同意手続により拒否権が、協力手続により理事会で全会一致としない事案については理事会と同等の権限が与えられるようになった。
1970年と1975年、予算条約により欧州議会は共同体の予算について権限を持つようになった。議員は1979年まで国内議会の議員が務めていた。ローマ条約では理事会が選挙制度を定めしだい、直接選挙を実施することが求められていた。ところが選挙制度はなかなかなされることがなく、実際に選挙が行われたのは1979年のことであった。その後欧州議会は5年ごとに選挙を行っている。

### 裁判所
欧州諸共同体司法裁判所は共同体の法についての最高位の裁判所であり、各加盟国から判事が出され、互選で長官が任じられている。司法裁判所の役割は、すべての加盟国における共同体の法の等しい適用を確保すること、共同体の機関や加盟国との間での法的紛争を解決することである。共同体の法が国内法に優先することから、司法裁判所は強力な機関となった。

### 会計監査
5番目に設置された機関は欧州会計監査院であるが、司法裁判所とは異なり法的権限は付与されていない。ただし会計監査院は共同体の予算から拠出される納税者からの資金が正しく使われているということを確保するという役割が与えられている。会計監査院は毎予算年度における監査報告書を理事会と議会に提出し、予算策定や不正防止活動に関する意見や提言を出している。会計監査院は1975年に設立されているが、基本条約において言及がなされていない機関である。